# Vermelho de cresol
Vermelho de cresol (nome completo: o-Cresolsulfoneftaleína) é um corante triarilmetano frequentemente usado para monitorar o pH em aquários.
Apresenta-se normalmente na forma de pó cristalino marrom avermelhado. É solúvel em água, álcool etílico, ácidos e álcalis diluídos.
É uma substância irritante aos olhos e para as vias respiratórias. É recomendado evitar-se o seu contato com a pele.

## Indicador de pH
É utilizado na forma de solução aquosa de concentração de 0,04% a 0,1% m/v (por exemplo, de 40 mg a 0,1 g em 100 ml de água), ou em uma solução a 0,1 % em m/v em hidróxido de sódio a 0,001048  M.
Possui dois pontos de virada, na faixa de pH de 0.4 a 1.8 , quando vira de vermelho para amarelo, e outro mais utilizado, quando vira de pH a 7.0-7,2 (dependendo da referência) a 8.8 , quando vira de amarelo para púrpura.

## Biologia molecular
Vermelho de cresol pode ser usado em muitas reações comuns em biologia molecular  no lugar de outros corantes de migração em eletroforese. Vermelho de cresol não inibe a Taq polimerade no mesmo grau que outros corantes em eletroforese.

## Marcador de cor
Vermelho de cresol pode também ser usado como um marcador de cor para monitorar o processo de eletroforese em gel de agarose e eletroforese em gel de poliacrilamida. Em um gel de agarose a 1% ele migra aproximadamente ao tamanho de 125 pares de bases (pb) da molécula de DNA (dependendo da concentração do tampão,buffer e outro componente). Azul de bromofenol e xileno cianol podem também ser usados para este propósito.

## Marcador de peso molecular em agarose
Possui a vantagem de apresentar muito menos "sombra" em imagens EtBr diferentemente do xileno cianol e o azul de bromofenol.
- em agarose 1%  a ~1000 pb (entre 5000 pb do xileno cianol e 500 bp do azul de bromofenol)
- em agarose 3% a >100bp (xileno cianol 300bp)[7]